# 三笠川
三笠川（みかさがわ）は、神奈川県平塚市を流れる金目川水系の準用河川。

## 地理
神奈川県平塚市土屋の琵琶付近に発し、平塚市南金目で座禅川に合流する。

## 橋梁
- 弁天橋
- 向坂橋
- 三笠橋
- 鷲坂橋
- 滝沢境橋